# Polygonum tenuissimum
Polygonum tenuissimum är en slideväxtart som beskrevs av A. I. Baranov & Skvortz. och Vorosh.. Polygonum tenuissimum ingår i släktet trampörter, och familjen slideväxter. Inga underarter finns listade i Catalogue of Life.